# Рыжешейная синица
Рыжешейная синица (лат. Periparus rufonuchalis) — вид певчих птиц из семейства синицевых (Paridae), обитающий в Средней Азии. Эта синица живёт в западных Гималаях, но имеет очень большой ареал, встречаясь в некоторых частях Индии, Китая, Пакистана, Туркестана, Кыргызстана и Афганистана.

## Описание
Размер птицы — 13 см, масса — 11,4—14,7 г. Это синица с тёмной окраской от среднего до крупного размера с коротким хохолком и ярко-белыми щеками. У самца лоб до макушки и хохолок чёрные, небольшое белое пятно на затылке, буроватое по нижнему краю. Верхняя часть тела тёмно-серая, с лёгким оливковым оттенком (в Восточном Афганистане и Северном Пакистане окраска более бледная). Хвост похож на верхнюю часть тела. Надкрылья тёмно-серые, окаймлённые голубовато-серым, лётные перья черновато-серые, с тонкой голубовато-серой бахромой. Подбородок и горло до груди и верхней части брюха чёрные. Бока нижней части груди, верхние бока и подмышки румяные или светло-коричные, нижняя часть брюха и нижние бока серые, подхвостье от светло-румяного до коричневого (бледнее и более бурые в Северном Пакистане).
Радужка коричневая, клюв чёрный, ноги от свинцово-серых до чёрных. Отличается от P. rubidiventris более крупным размером, более обширной чёрной мантией (доходящей до верхней части брюха) и серой (не рябой) нижней частью брюха, в отличие от P. melanolophus, также имеет однородные крылья.
Самка похожа на самца, но в среднем имеет меньше блеска на хохолке и более тусклый, менее обширный чёрный цвет на груди и верхней части брюха. Молодые особи похожи на взрослых, но корона и хохолок более тусклые или тёмно-серые, хохолок короче, затылок тускло-белый, верхняя часть тела более чётко наполнена коричневато-оливковым (но хвост и крылья как у взрослых), щёки окрашены тускло-буроватым, подбородок до груди черноватый, остальная часть тела тускло-серая, подхвостье более бледное.

## Биология
Населяет горные и предгорные хвойные леса, в основном из ели, пихты, кедра и сосны. На западе ареала (от востока до северо-западных Гималаев) чаще всего встречается в можжевельнике, а в центральных Гималаях — в елово-дубовых, берёзовых и рододендроновых лесах. Встречается также на более открытых участках разрозненных кустарников и деревьев на склонах холмов. На северо-западе Пакистана также встречается в тополях, ивах и по краям посевов, особенно шелковицы, а также в зарослях орешника.
Размножается на высоте 1800-3000 м в центральной Азии и Афганистане, 2200—3700 м в Северном Пакистане и Северной Индии, 2400—4000 м в Западном Непале и 2900-3500 м в Северном Китае. Во время негнездового периода также на более низких уровнях, до 1200—1500 м в центральной Азии, до 2100 м, но в исключительных случаях в предгорьях на высоте около 760 м в Северном Пакистане, и до 1500 м в других местах Гималаев.
Рыжешейная синица очень хорошо приспособлена к чрезвычайно холодным зимам на больших высотах, но небольшое количество спускается на более низкие уровни вне сезона размножения.

## Поведение

### Песня
Позывки включают пронзительное «cheep» или «peep» и короткое «sip», часто в сочетании, например, «sip-sip-sip, pee-sip, sih-pee, puu-sih-pu, tu-si-si», а также низкочастотное, резкое «chut» или «chut-chut» и быстрое «trrrr», похожее на то, что издает большая синица.
Имеет две песни: одна для установления и обозначения территории — серия из 6 свистящих нот с последующей быстрой трелью или жужжанием, «tip tip tip-pee-trrrrrrrr», иногда с другими свистами в конце.
Другая песня (при защите территории) переменная серия свистящих нот с последующим приглушенным свистом, «tsi-tsi-peeduw», или «whi-whee, pitch-uu», напоминающая некоторые песни московки или громким и немного более медленным «tju-tju-hee».

### Питание
Питается в основном мелкими беспозвоночными, семенами и ягодами. Птенцов кормит исключительно насекомыми и личинками. Использует трещины в коре или ветвях как своебразные «наковальни», в которые кладёт семена и орехи, разбивая их быстрым ударом клюва. Не запасает корм.
Обычно живёт одиночно, парами в сезон размножения. Может присоединяться к небольшим кормовым стаям смешанных видов, часто включая P. melanolophus. Кормится на всех уровнях, от верхушек деревьев до подлеска, а также часто на земле.

### Размножение
Сезон размножения — апрель-июль. Моногамен. Демонстрация самца включает опускание и трепетание полураскрытых крыльев, прыжки вокруг самки, издавая при этом тихие щебечущие звуки. Гнездо строится обоими партнёрами, в основном из мха, шерсти или меха животных, шерсти и перьев. Самец добывает материал, пока самка высиживает кладку. Гнездо помещается в глубокое отверстие или полость низко (менее 1 м от земли) в стволе дерева, пне, в отверстии в стене или часто на земле в отверстии в крутом берегу, под камнями или среди корней дерева. В кладке 4—6 яиц. Кладку высиживает самка, птенцов кормят оба родителя. Нет информации о продолжительности инкубационного периода и периода выведения птенцов.

## Классификация
Вид был описан Эдвардом Блитом в 1849 году. Этот вид монотипичен, подвидов не имеет.
Иногда вид рассматривался как конспецифичный с краснобрюхой синицей (P. rubidiventris). Ранее был помещен в род Parus как Parus rufonuchalis.